# Chickmagi, Hungund
Chickmagi là một làng thuộc tehsil Hungund, huyện Bagalkot, bang Karnataka, Ấn Độ.